# Jesús Navas
Jesús Navas González [xeˈsuz ˈnaβas], španski nogometaš, * 21. november 1985, Los Palacios, Španija.
Navas je desni krilni vezist, ki lahko igra tudi na levem krilu. Njegovi prepoznavni značilnosti sta hiter dribling in utekavanje v nasprotnikovo obrambo. Trenutno je član španskega prvoligaša Seville, med letoma 2009 in 2020 je bil občasen član španske reprezentance.

## Klubska kariera
Navas se je mladinskemu pogonu Seville pridružil že pri 15 letih. V sezoni 2003/04 je debitiral v prvi ekipi Seville (in tudi v španskem prvenstvu) - 23. novembra 2003 je odigral 12 minut tekme proti Espanyolu, ki jo je Sevilla izgubila z 0-1.  Do konca sezone je zbral še štiri nastope za člansko ekipo Seville, a nobenkrat ni odigral celih 90 minut. V sezoni 2004/05 se je dokončno uveljavil v vrstah članskega moštva Seville in na 22 tekmah dosegel 2 zadetka. 4. maja 2005 je sodelovanje s klubom podaljšal do leta 2010, v tistem času je prvič nastopil tudi za špansko izbrano vrsto do 21 let (U-21).
V sezoni 2005/06 je Navas znova blestel in je odigral pomembno vlogo pri slavju Andaluzijcev v UEFA pokalu. Nastopil je namreč na vseh 12 srečanjih Seville v tem evropskem tekmovanju, tudi na finalni tekmi, ki jo je Sevilla dobila s 4-0. Avgusta 2006 je bilo vse že urejeno za prestop v londonski Chelsea, a je Navas ponudbo zavrnil in kot vzrok navedel domotožje. V španskem prvenstvu se je redno uvrščal na sezname najboljših igralcev lige in revija Don Balón ga je vsako leto od 2005 dalje uvrstila na seznam najboljših 50 igralcev La Lige. 
Navas je naslednje tri sezone redno nastopal za Sevillo in se vselej zasidral prav na vrh moštvene lestvice podajalcev, temu je pridal še 9 zadetkov. Moštvu je pomagal do slavja v pokalnem tekmovanju 2007/08 in do 3. mesta v La Ligi v sezoni 2008/09.
V sezoni 2009/10 je bil nepogrešljiv del ekipe Seville in odigral več kot 50 uradnih tekem. V kategoriji zadnjih podaj je osvojil prvo mesto v španskem prvenstvu in dodal levji delež k zmagi Seville v zadnjem krogu proti Almeríi, z zmago 3-2 je Sevilla namreč Mallorci odščipnila končno 4. mesto na lestvici. 19. maja 2010 je potrdil zmago Seville v finalu pokalnega tekmovanja Copa del Rey, v 91. minuti je dosegel drugi gol za zmago 2-0 proti madridskemu Atléticu.

## Reprezentančna kariera
Navas je po preboju v Sevillino prvo moštvo septembra 2004 debitiral v španski izbrani vrsti U-21. Mnogi so ga po dobrih predstavah v klubskem in reprezentančnem dresu označili za bodočo zvezdo, a so ga težave z anksioznostjo prisilile v začasen konec reprezentančne kariere. Avgusta 2009 je naznanil svojo željo, da bi to omejitev premagal in si zagotovil svoje mesto v selekciji Španije na Svetovnem prvenstvu 2010. Svojo odločitev, da je pripravljen zaigrati v dresu z državnim grbom je pokomentiral z besedami: »Igrati za svojo državo je največja čast in upam, da bom zmogel. Biti moram miren in se odločiti. Še naprej moram jemati prave korake.« 
9. novembra 2009 je selektor Vicente del Bosque vpoklical Navasa za prijateljski tekmi proti Argentini in Avstriji.  V reprezentančnem dresu je tako Navas res debitiral proti Argentincem 14. novembra, tedaj je ob zmagi Špancev z 2-1 odigral zadnjih 10 minut srečanja v Madridu kot zamenjava za Andrésa Iniesto. Štiri dni kasneje je na Dunaju odigral že celotni drugi polčas tekme proti Avstriji, ki jo je furija dobila s 5-1.
Selektor del Bosque ga je maja 2010 res uvrstil med potnike na Svetovno prvenstvo v JAR in Navas je na eni od prijateljskih tekem, 3. junija 2010 proti Južni Koreji, dosegel svoj prvi gol v reprezentančnem dresu.

## Dosežki
- Sevilla

- Pokal UEFA:

- 2005/06, 2006/07

- Evropski Superpokal:

- 2006

- Španski pokal:

- 2006/07, 2009/10

- Španski Superpokal:

- 2007

## Statistika

### Klubska statistika
Od 20. februarja 2010
| Klub    | Sezona  | Liga    | Liga | Pokal   | Pokal | Evropa  | Evropa | Skupaj  | Skupaj |
| Klub    | Sezona  | Nastopi | Goli | Nastopi | Goli  | Nastopi | Goli   | Nastopi | Goli   |
| ------- | ------- | ------- | ---- | ------- | ----- | ------- | ------ | ------- | ------ |
| Sevilla | 2003/04 | 7       | 0    | 0       | 0     | –       | –      | 7       | 0      |
| Sevilla | 2004/05 | 13      | 0    | 0       | 0     | 4       | 0      | 17      | 0      |
| Sevilla | 2005/06 | 35      | 2    | 0       | 0     | 12      | 0      | 47      | 2      |
| Sevilla | 2006/07 | 29      | 1    | 4       | 1     | 8       | 0      | 41      | 2      |
| Sevilla | 2007/08 | 36      | 4    | 0       | 0     | 10      | 0      | 46      | 4      |
| Sevilla | 2008/09 | 35      | 4    | 6       | 1     | 6       | 0      | 47      | 5      |
| Sevilla | 2009/10 | 34      | 4    | 8       | 4     | 6       | 2      | 48      | 12     |
| Skupaj  | Skupaj  | 188     | 16   | 18      | 6     | 46      | 2      | 253     | 25     |

### Reprezentančni zadetki
| # | Datum         | Prizorišče          | Nasprotnik   | Zadel za | Končni izid | Tekmovanje         |
| - | ------------- | ------------------- | ------------ | -------- | ----------- | ------------------ |
| 1 | 3. junij 2010 | Innsbruck, Avstrija | Južna Koreja | 1–0      | 1–0         | prijateljska tekma |

## Zasebno življenje
Navasov starejši brat Marco je po poklicu ravno tako nogometaš in ravno tako igra v vezni vrsti. Marco je prav tako produkt Sevilline mladinske šole in je za prvo ekipo Seville v preteklosti že igral, a je zbral le tri nastope. Večino časa je namreč igral v drugi španski diviziji in do sedaj še ni imel tako uspešne nogometne kariere kot Jesús.
Jesús trpi za kroničnim domotožjem, ki je tako resno, da je nekoč odkorakal s trening kampa v tujini, ker naj bi ležalo predaleč od rodne Seville. Jesús trpi tudi za napadi anksioznosti in epileptičnimi napadi. Navas sprva ni hotel potovati v ZDA pred začetkom igralne sezone na predpriprave zavoljo svojega domotožja. Kasneje je svojo odločitev spremenil in se odločil za potovanje z upanjem, da se bo tako rešil ali vsaj omilil to svojo omejitev. 